# Swedish Open 1997
Lo Swedish Open 1997 è stato un torneo di tennis giocato sulla terra rossa. È stata la 50ª edizione dello Swedish Open, che fa parte della categoria World Series nell'ambito dell'ATP Tour 1997. Si è giocato al Båstad Tennis Stadion di Båstad in Svezia, dal 7 al 14 luglio 1997.

## Campioni

### Singolare
Magnus Norman ha battuto in finale  Juan Antonio Marín con il punteggio di 7–5 6–2

### Doppio
Nicklas Kulti /  Mikael Tillström hanno battuto in finale  Magnus Gustafsson /  Magnus Larsson con il punteggio di 6–0 6–3